# Gündlischwand
Gündlischwand is een gemeente en plaats in het Zwitserse kanton Bern, en maakt deel uit van het district Interlaken-Oberhasli.
Gündlischwand telt 314 inwoners.
Gündlischwand ligt in het Berner Oberland in de Alpen aan weerszijden van de Schwartze Lütschine, halfweg tussen Interlaken en Grindelwald. In het noordelijk deel van de gemeente ligt het Sägistal met een meertje en de berg Sägissa (2465 Meter über Meer). Aan de zuidelijke kant strekt het gemeentelijk gebied (op een hoogte tot 2280 Meter über Meer) zich uit tot net onder de top van de Mannlichen boven de Obere Spätenenalp. In de tussenliggende vallei van de Lütschine ligt de samenvloeiing van de Weisse en Schwarzen Lütschine ook binnen de gemeentegrenzen. Ook op het grondgebied van  Gündlischwand bevindt zich het bergstation Schynige Platte, het eindpunt van de bergspoorweg Schynige Platte-Bahn. De buurgemeenten vanuit het noorden met de klok mee zijn Iseltwald, Lütschental, Lauterbrunnen, Gsteigwiler en Bönigen.
Het dorp Zweilütschinen op het grondgebied van de gemeente is veel bekender dan het hoofddorp Gündlischwand vanwege het gelijknamige treinstation van de Berner Oberland Bahn (BOB) waar de treinen vanuit station Interlaken Ost worden opgedeeld met wagons die doorrijden naar Grindelwald en andere naar Lauterbrunnen doorheen het zich naar het zuiden uitstrekkend Lauterbrunnental.
Een bouwaanvraag door het bedrijf Outdoor Interlaken voor de bouw van een bungeejump-installatie in Gündlischwand met een zeer lange val was bij de geplande aanleg in 2013 omstreden. Het bedrijf wilde op de Isenfluh-klif boven Gündlischwand, op grondgebied van de gemeente Lauterbrunnen een springplatform oprichten. De bewoners van het onderliggende dorp waren evenwel bang dat er ongelukken gebeuren die kinderen van het dorp zouden kunnen traumatiseren. In de herfst van dat jaar werd het project dan ook afgeblazen.